# Sidastrum burrerense
Sidastrum burrerense är en malvaväxtart som beskrevs av J.A. Fryxell, J.L. Leon de la Luz och M. Dominguez L.. Sidastrum burrerense ingår i släktet Sidastrum och familjen malvaväxter. Inga underarter finns listade i Catalogue of Life.